# Bartniczka
Bartniczka è un comune rurale polacco del distretto di Brodnica, nel voivodato della Cuiavia-Pomerania.
Ricopre una superficie di 83,35 km² e nel 2004 contava 4 590 abitanti.